# کورشونلو
کورشونلو (به ترکی استانبولی: Kurşunlu) یک منطقهٔ مسکونی در ترکیه است که در استان چانقری واقع شده‌است.